# Dendrobium indochinense
Dendrobium indochinense är en orkidéart som beskrevs av Alex Drum Hawkes och Alfonse Henry Heller. Dendrobium indochinense ingår i släktet Dendrobium, och familjen orkidéer.
Artens utbredningsområde är Vietnam. Inga underarter finns listade i Catalogue of Life.